# Jason Terry
Jason Eugene Terry (Seattle, Washington, 15 de septiembre de 1977) es un exjugador y entrenador de baloncesto estadounidense que disputó 19 temporadas en la NBA. Con 1,88 metros de estatura, jugaba en la posición de base, aunque también podía jugar de escolta. 
Su apodo «Jet» derivada de su iniciales. Fue seleccionado en la décima posición de Draft de la NBA de 1999 por Atlanta Hawks y ganó un anillo de la NBA en las Finales de 2011 con Dallas Mavericks ante Miami Heat.

## Trayectoria deportiva

### Universidad
Jugó para los Wildcats de la universidad de Arizona desde 1995 a 1999.

#### Estadísticas
| Año     | Equipo  | PJ  | PT | MPP  | %TC  | %3P  | %TL  | RPP | APP | ROB | TPP | PPP  |
| ------- | ------- | --- | -- | ---- | ---- | ---- | ---- | --- | --- | --- | --- | ---- |
| 1995–96 | Arizona | 31  | 0  | 9.8  | .542 | .577 | .593 | .7  | 1.1 | .6  | .0  | 3.1  |
| 1996–97 | Arizona | 34  | 18 | 30.5 | .443 | .331 | .713 | 2.7 | 4.4 | 2.5 | .1  | 10.6 |
| 1997–98 | Arizona | 35  | 0  | 22.8 | .422 | .347 | .827 | 2.4 | 4.3 | 1.7 | .2  | 10.6 |
| 1998–99 | Arizona | 29  | –  | 38.2 | .443 | .398 | .839 | 3.3 | 5.5 | 2.8 | .2  | 21.9 |
| Total   | Total   | 129 | 18 | 25.1 | .443 | .374 | .784 | 2.3 | 3.8 | 1.9 | .1  | 11.3 |

### Profesional

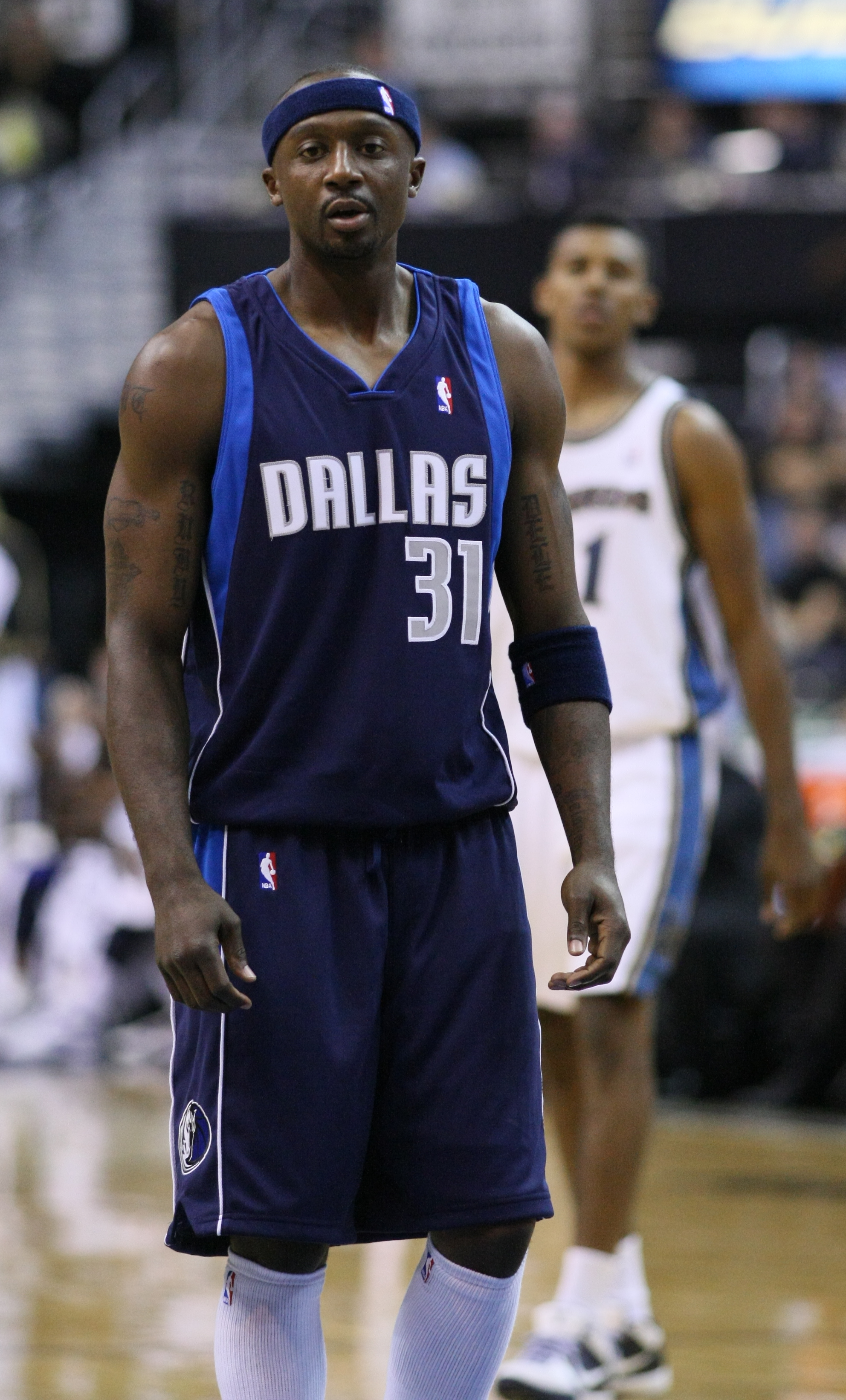
Terry con los Mavericks en 2009.

El en Draft de la NBA de 1999 fue elegido en la décima posición de la primera ronda por los Atlanta Hawks, donde jugó hasta la temporada 2003-04. Fue elegido en el segundo mejor quinteto de rookies en su temporada de debut entre los profesionales, tras promediar 8,1 puntos y 4,3 rebotes.
En la temporada 2003-2004, fue traspasado a Dallas Mavericks, junto a Alan Henderson y una futura 1.ª ronda por Antoine Walker y Tony Dell.
El 8 de mayo de 2011, bate el récord de triples en un partido de Playoffs siendo el artífice de la victoria tras doblegar a Los Angeles Lakers con 9 de 10 intentos superando a jugadores como Ray Allen o Vince Carter.
En verano de 2012, siendo agente libre, ficha por los Boston Celtics en donde promedio 10,2 puntos con 2 rebotes y 2,5 asistencias.
En verano de 2013, producto de la reestructuración en casi 180° de los Boston Celtics, él junto a Paul Pierce, Kevin Garnett (ambos campeones con los Celtics en 2008) y D.J. White son traspasados al nuevo equipo de la NBA, los Brooklyn Nets. A cambio de estos, a los de Boston llegan Gerald Wallace, Kris Humphries, MarShon Brooks, Kris Joseph y Keith Bogans, y tres futuros drafts de Primera ronda. Finalmente los Celtics despidirian a Joseph.
El 17 de septiembre de 2014, Terry fue traspasado, junto con dos futuras selecciones de segunda ronda, a los Houston Rockets a cambio de Alonzo Gee y Scotty Hopson.
El 22 de agosto de 2016 fichó como agente libre por los Milwaukee Bucks. El 18 de septiembre de 2017, Terry volvió a firmar con los Bucks por una temporada más.

### Entrenador
Desde mayo de 2020 hasta 2021, fue entrenador asistente en la Universidad de Arizona.
El 19 de agosto de 2021, firmó como entrenador principal de los Grand Rapids Gold de la G League.
En julio de 2022, se unió al cuerpo técnico de los Utah Jazz de la NBA como entrenador asistente.

## Estadísticas de su carrera en la NBA
|  | Denota temporada en la que ganó un Campeonato de la NBA |

### Temporada regular
| Año     | Equipo    | PJ    | PT  | MPP  | %TC  | %3P  | %TL  | RPP | APP | ROB | TPP | PPP  |
| ------- | --------- | ----- | --- | ---- | ---- | ---- | ---- | --- | --- | --- | --- | ---- |
| 1999–00 | Atlanta   | 81    | 27  | 23.3 | .415 | .293 | .807 | 2.0 | 4.3 | 1.1 | .1  | 8.1  |
| 2000–01 | Atlanta   | 82    | 77  | 37.7 | .436 | .395 | .846 | 3.3 | 4.9 | 1.3 | .2  | 19.7 |
| 2001–02 | Atlanta   | 78    | 78  | 38.0 | .430 | .387 | .835 | 3.5 | 5.7 | 1.9 | .2  | 19.3 |
| 2002–03 | Atlanta   | 81    | 81  | 38.0 | .428 | .371 | .887 | 3.4 | 7.4 | 1.6 | .2  | 17.2 |
| 2003–04 | Atlanta   | 81    | 78  | 37.3 | .417 | .347 | .827 | 4.1 | 5.4 | 1.5 | .2  | 16.8 |
| 2004–05 | Dallas    | 80    | 57  | 30.0 | .501 | .420 | .844 | 2.4 | 5.4 | 1.4 | .2  | 12.4 |
| 2005–06 | Dallas    | 80    | 80  | 35.0 | .470 | .411 | .800 | 2.0 | 3.8 | 1.2 | .3  | 17.1 |
| 2006–07 | Dallas    | 81    | 80  | 35.1 | .484 | .438 | .804 | 2.9 | 5.2 | 1.0 | .2  | 16.7 |
| 2007–08 | Dallas    | 82    | 34  | 31.5 | .467 | .375 | .857 | 2.5 | 3.2 | 1.1 | .2  | 15.5 |
| 2008–09 | Dallas    | 74    | 11  | 33.7 | .463 | .366 | .880 | 2.4 | 3.4 | 1.3 | .3  | 19.6 |
| 2009–10 | Dallas    | 77    | 12  | 33.0 | .438 | .365 | .866 | 1.8 | 3.8 | 1.2 | .2  | 16.6 |
| 2010-11 | Dallas    | 82    | 10  | 31.3 | .451 | .362 | .850 | 1.9 | 4.1 | 1.1 | .2  | 15.8 |
| 2011–12 | Dallas    | 63    | 1   | 31.7 | .430 | .378 | .883 | 2.4 | 3.6 | 1.2 | .2  | 15.1 |
| 2012–13 | Boston    | 79    | 24  | 26.9 | .434 | .372 | .870 | 2.0 | 2.5 | .8  | .1  | 10.1 |
| 2013–14 | Brooklyn  | 35    | 0   | 16.3 | .362 | .379 | .667 | 1.1 | 1.6 | .4  | .0  | 4.5  |
| 2014-15 | Houston   | 77    | 18  | 21.3 | .422 | .390 | .813 | 1.6 | 1.9 | .9  | .2  | 7.0  |
| 2015-16 | Houston   | 72    | 7   | 17.5 | .402 | .356 | .818 | 1.1 | 1.4 | .7  | .1  | 5.9  |
| 2016-17 | Milwaukee | 74    | 0   | 18.4 | .432 | .427 | .828 | 1.4 | 1.3 | .6  | .3  | 4.1  |
| 2017-18 | Milwaukee | 51    | 4   | 16.0 | .383 | .348 | .889 | .9  | 1.2 | .8  | .3  | 3.3  |
| Total   | Total     | 1,410 | 679 | 29.8 | .444 | .380 | .845 | 2.3 | 3.8 | 1.1 | .2  | 13.4 |

### Playoffs
| Año   | Equipo    | PJ  | PT | MPP  | %TC  | %3P  | %TL   | RPP | APP | ROB | TPP | PPP  |
| ----- | --------- | --- | -- | ---- | ---- | ---- | ----- | --- | --- | --- | --- | ---- |
| 2005  | Dallas    | 13  | 13 | 38.5 | .506 | .491 | .884  | 4.2 | 4.6 | 1.3 | .5  | 17.5 |
| 2006  | Dallas    | 22  | 22 | 38.4 | .442 | .307 | .831  | 2.9 | 3.8 | 1.2 | .1  | 18.9 |
| 2007  | Dallas    | 6   | 6  | 38.2 | .424 | .281 | .833  | 2.3 | 3.7 | .8  | .3  | 17.0 |
| 2008  | Dallas    | 5   | 3  | 36.0 | .433 | .438 | .867  | 1.6 | 4.8 | .4  | .2  | 15.8 |
| 2009  | Dallas    | 10  | 1  | 32.5 | .389 | .373 | .767  | 2.8 | 1.9 | .6  | .3  | 14.3 |
| 2010  | Dallas    | 6   | 0  | 29.0 | .377 | .400 | .750  | 2.5 | 2.0 | .7  | .2  | 12.7 |
| 2011  | Dallas    | 21  | 0  | 32.6 | .478 | .442 | .843  | 1.9 | 3.2 | 1.2 | .1  | 17.5 |
| 2012  | Dallas    | 4   | 1  | 34.8 | .455 | .500 | .625  | 2.3 | 3.8 | .2  | .0  | 13.8 |
| 2013  | Boston    | 6   | 1  | 31.5 | .444 | .441 | .818  | 2.2 | 2.0 | .7  | .3  | 12.0 |
| 2015  | Houston   | 17  | 17 | 28.6 | .425 | .354 | .813  | 2.2 | 2.8 | .9  | .1  | 9.2  |
| 2016  | Houston   | 5   | 0  | 24.8 | .342 | .316 | 1.000 | 2.2 | 1.2 | .4  | .2  | 7.0  |
| 2017  | Milwaukee | 6   | 0  | 11.3 | .316 | .182 | 1.000 | 2.2 | .8  | .5  | .2  | 2.5  |
| 2018  | Milwaukee | 3   | 0  | 14.7 | .400 | .400 | –     | 1.0 | .7  | .3  | .0  | 2.0  |
| Total | Total     | 124 | 64 | 32.2 | .441 | .385 | .829  | 2.5 | 3.0 | .9  | .2  | 14.1 |